# Sebastiano Montali
Sebastiano Montali (Messina, 25 gennaio 1937) è un politico italiano.

## Biografia
Esponente del Partito Socialista Italiano, dal 1985 e al 1987 è stato Presidente della Regione Lazio. È stato deputato nazionale eletto nella X legislatura dal 1987 al 1992. Successivamente è divenuto sottosegretario di Stato al Ministero delle partecipazioni statali nel governo De Mita, nel governo Andreotti VI e nel governo Andreotti VII.
È stato più volte consigliere comunale a Ciampino (dal 1990 al 1993 e dal 1998 al 2006) e sindaco di Ciampino dal 1978 al 1980.